# FK Nov Milenium Sušica
FK Nov Milenium Sušica (Macedonisch: ФК Нов Милениум) is een Macedonische voetbalclub uit Sušica in de gemeente Novo Selo.
De club promoveerde in 2007 naar de Vtora Liga (tweede klasse) en werd daar 11de op 17 clubs

Arsimi ·
Bashkimi ·
Belasica · 
FK Borec
Bregalnica Štip ·
Detonit · 
Kožuv · 
Makedonija · 
Novaci ·
Ohrid · 
Osogovo · 
Pobeda · 
Sasa · 
Skopje · 
Vardar Negotino ·
FK Vardarski